# LST

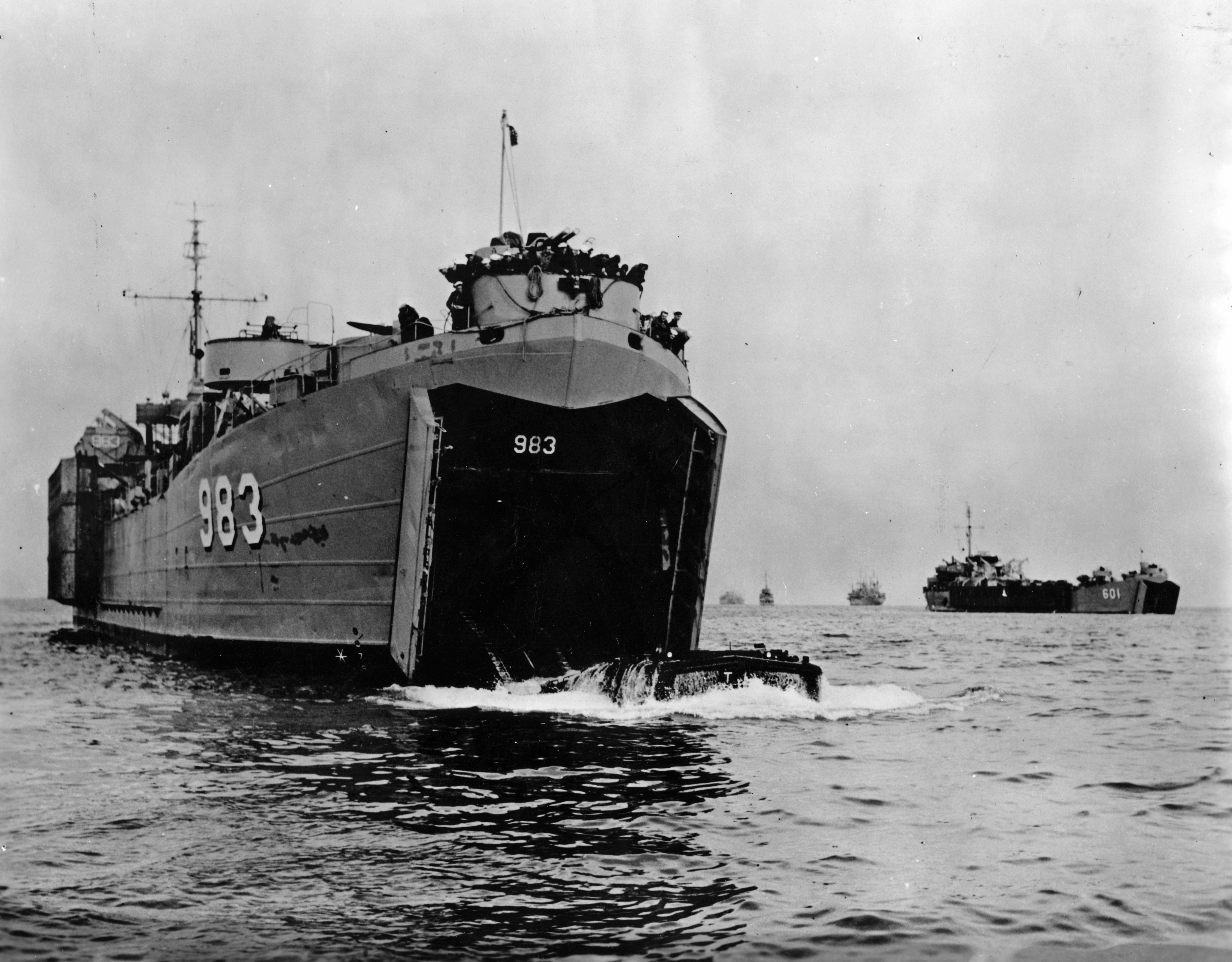
Великі танко-десантні кораблі LST-983, з LST-601 на задньому фоні, здійснюють спуск на воду бойових машин морської піхоти США LVTP-5

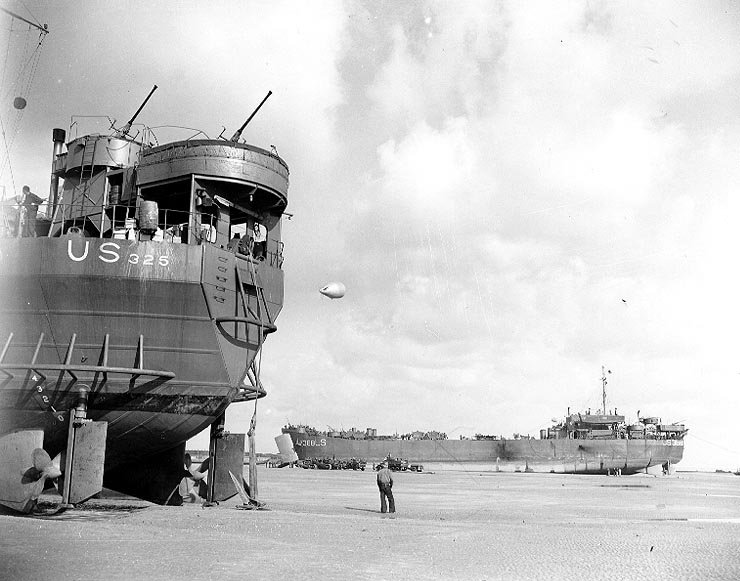
LST-325 (ліворуч) та LST-388 під вивантаженням техніки під час відпливу. Нормандська операція. 12 червня 1944

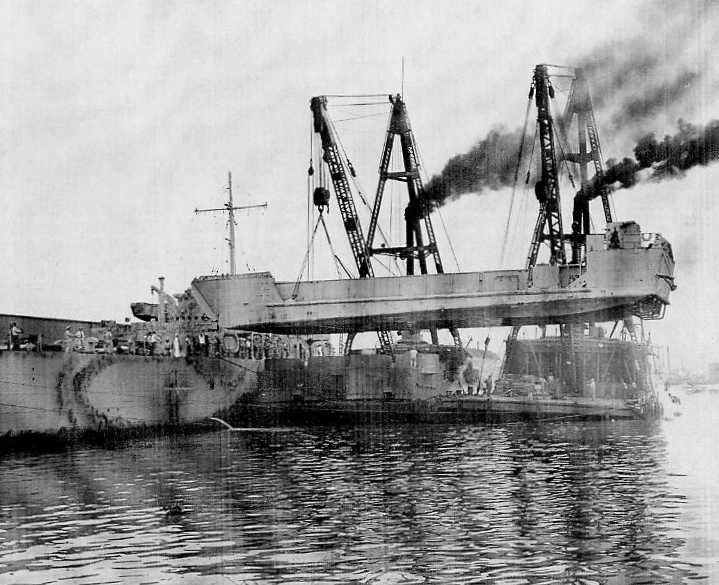
Завантаження LCT на важкий танко-десантний корабель LST портовим краном

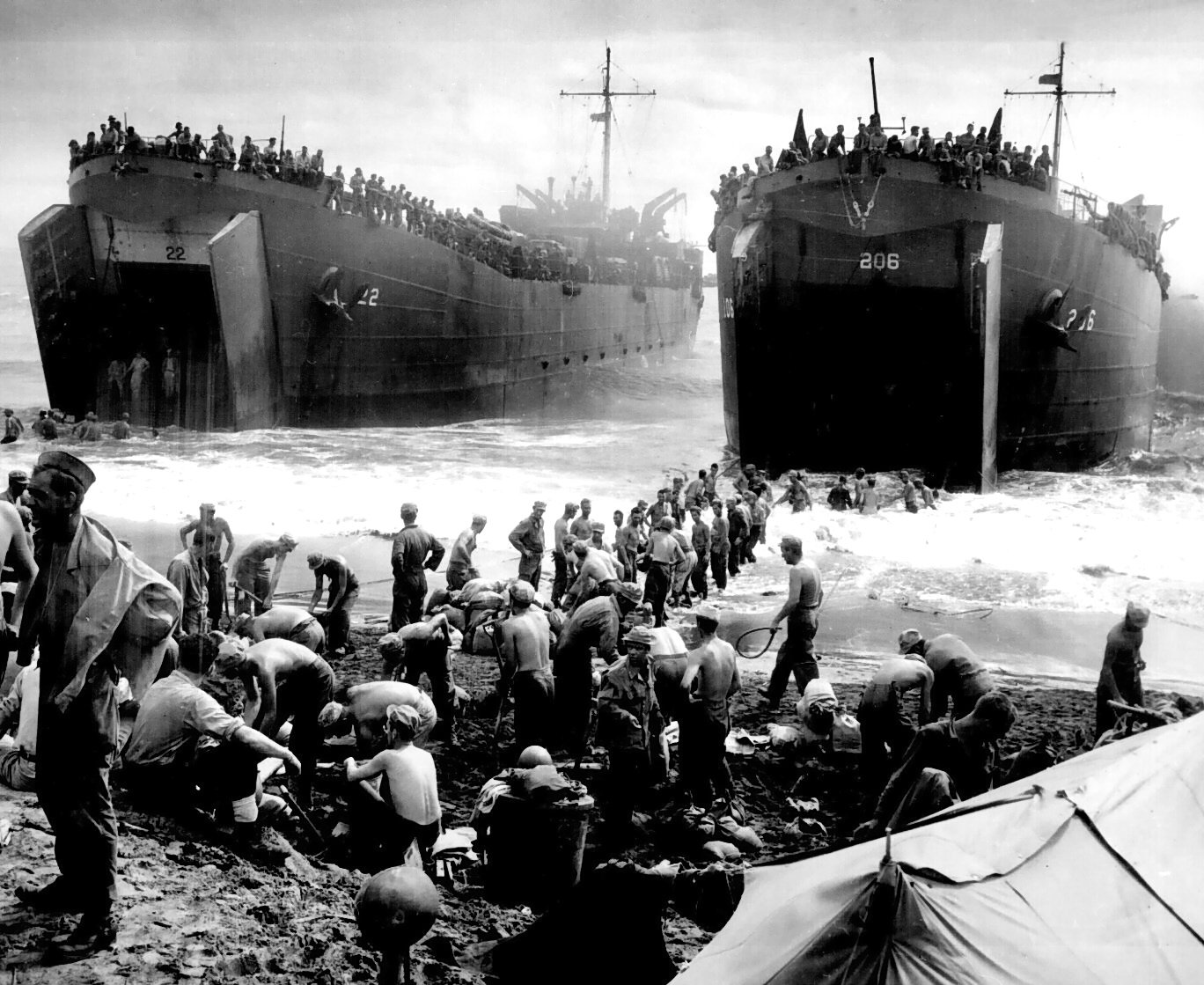
2 десантних кораблі типу LST Берегової охорони США з відчиненими рампами. Острів Лейте. 1944

Landing Ship, Tank або LST — різновид великих десантних кораблів американських та британських військово-морських сил, що призначені для перевезення морем та висадки значної кількості важкої військової техніки, переважно танків та самохідних артилерійських установок морського десанту на необладнане узбережжя.
Кораблі цих типів випускалися за часів Другої світової війни у величезній кількості. 1 000 було закладено та спущено на воду в США, 80 — побудовані у Великій Британії та Канаді.

## Відео
- LST Story [Архівовано 5 грудня 2013 у Wayback Machine.] короткометражний фільм про будівництво та запуск танко-десантного корабля типу Tank Landing Ship Coconino County (LST-603) під час Другої світової війни